# Dessin d'enfant
Pour les articles homonymes, voir Dessin (homonymie).
Cet article concerne le dessin enfantin. Pour le graphe abstrait en mathématiques, voir Dessin d'enfant (graphe).
Le dessin d'enfant est un type d'expression graphique réalisée par un enfant, selon ses capacités psychomotrices et/ou abstraites. Le dessin est une sorte de production privilégiée pour saisir le développement de l'enfant. Son évolution est corrélée à l’évolution psychomotrice et à l’intégration des normes sociales. Ce medium a suscité l'intérêt de plusieurs branches de la psychologie comme support d'études cognitives ou d'entretien. Le dessin manifeste en effet de manière privilégiée les émotions et l'imaginaire enfantins.

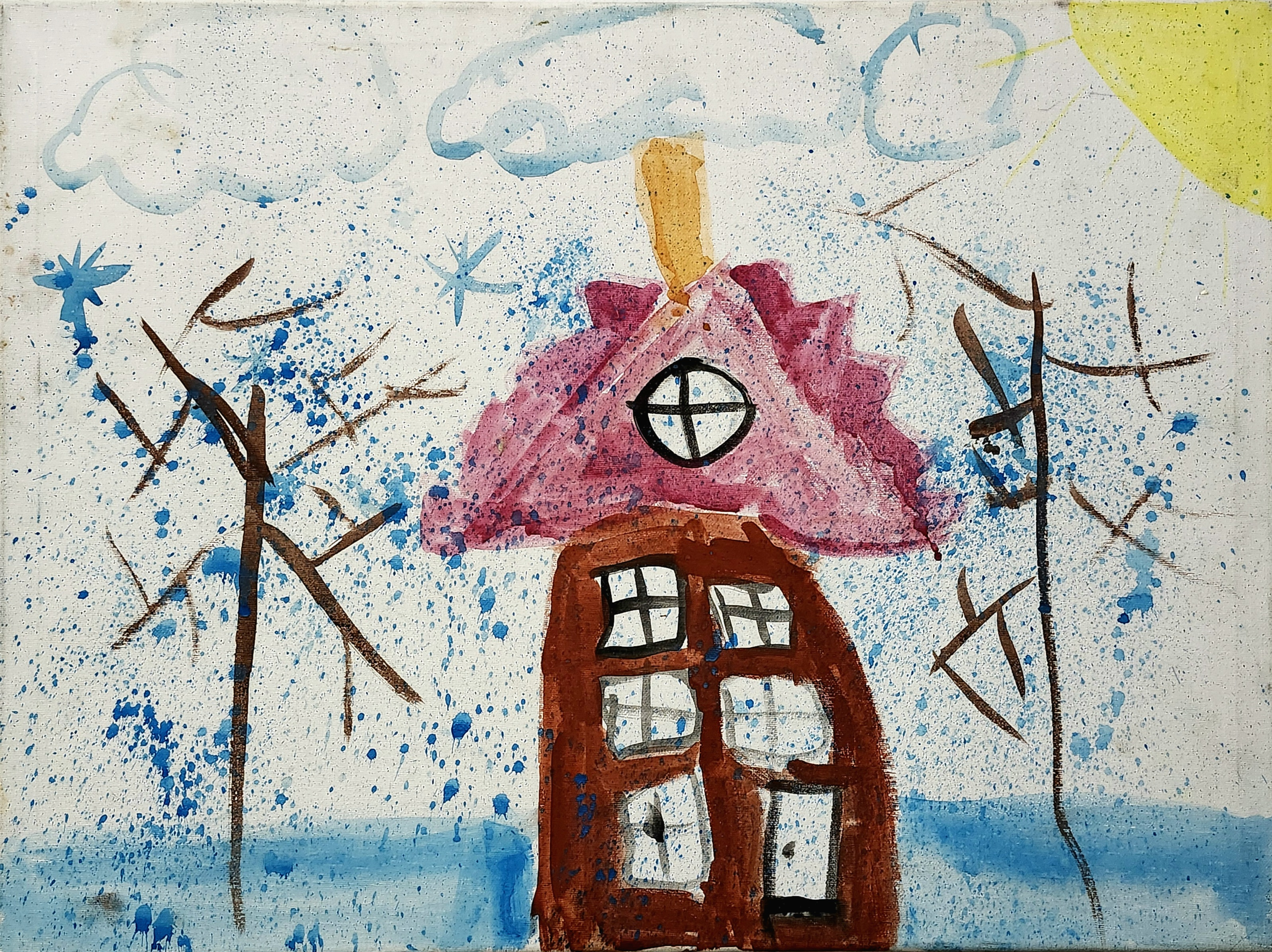
Peinture d'enfant représentant une maison avec sa porte, ses fenêtres son toit et sa cheminée. Est aussi représenté le climat, avec le soleil, les nuages et la pluie. Autour de la maison se trouvent des arbres sous lesquelles sont représentées des flaques d'eau.

## Histoire
Peu de dessins d'enfant sont parvenus de l’époque moderne. L'un des plus connus est celui du jeune Louis XIII commenté par son médecin Jean Héroard dans son journal. La Bibliothèque vaticane abrite sept cahiers de dessin des petits-neveux d’Urbain VIII, qui offrent ainsi une documentation sur l'éducation artistique de l'élite romaine de l'époque.
Entre 1895 et 1920, Franz Cižek défend la notion et la pratique de l'art enfantin dans son école d'art, refusant d'imposer un style esthétique à ses élèves. Les expositions consacrées au dessin d'enfant connaissent une effervescence mondiale entre 1890 et 1915. Plusieurs centaines sont consacrées à ce sujet, attirant aussi bien des amateurs d'art que des professionnels de l’éducation ou des scientifiques. Lors de la Conférence internationale sur l’éducation organisée en marge de la International Health Exhibition (en) de 1884, le pédagogue Ebenezer Cooke vante ainsi la pratique du dessin libre chez l'enfant, par opposition avec l'enseignement classique, affirmant que c'est chez lui une manière naturelle de s'exprimer.
Les études consacrées au dessin d'enfant croissent dans les années 1920 avec l'essor parallèle des tests psychologiques. Il s'institutionnalise alors comme un objet épistémologique pour les sciences de l’éducation et les recherches sur le développement de l'enfant. Sans être le premier ni le seul en la matière, Georges-Henri Luquet joue un rôle notable dans la reconnaissance de cet objet de recherches. Auteur du Dessin enfantin en 1927, certains de ses concepts élaborés dans ce cadre sont encore repris à la fin du XXe siècle, comme les termes de rabattement ou de transparence. S'il n'est pas le premier à écrire sur la succession des stades graphiques, s'inspirant par exemple des travaux de Georges Rouma, il est à l'origine de la désignation des différentes étapes du réalisme enfantin. Il se montre également attentif à ce qu'il nomme la narration graphique, la manière dont le dessin évoque une histoire. Responsable de la Golden Gate Nursery Schools de San Francisco, Rhoda Kellogg (he)
a réuni une collection de 250 000 dessins et a proposé une approche analytique de cette forme d'expression dans son ouvrage What Children Scribble and Why?.
Dans le champ pictural, le début du XXe siècle voit plusieurs artistes d'avant-garde à valoriser les productions enfantines, à exalter leur sauvagerie et à s'en inspirer. Le tableau Fallimento du peintre futuriste Giacomo Balla représente ainsi deux battants de porte recouverts de traits hasardeux réalisés à la craie. Le barbouillage contraste avec le réalisme hyperréaliste de l’œuvre. En 1930, dans la revue Documents, Georges Bataille considère que les gribouillages de l'écolier participent des conditions réelles de l'art, délivré de l’aliénation sociale.

## Une évolution associée au développement psychomoteur

### Gribouillage

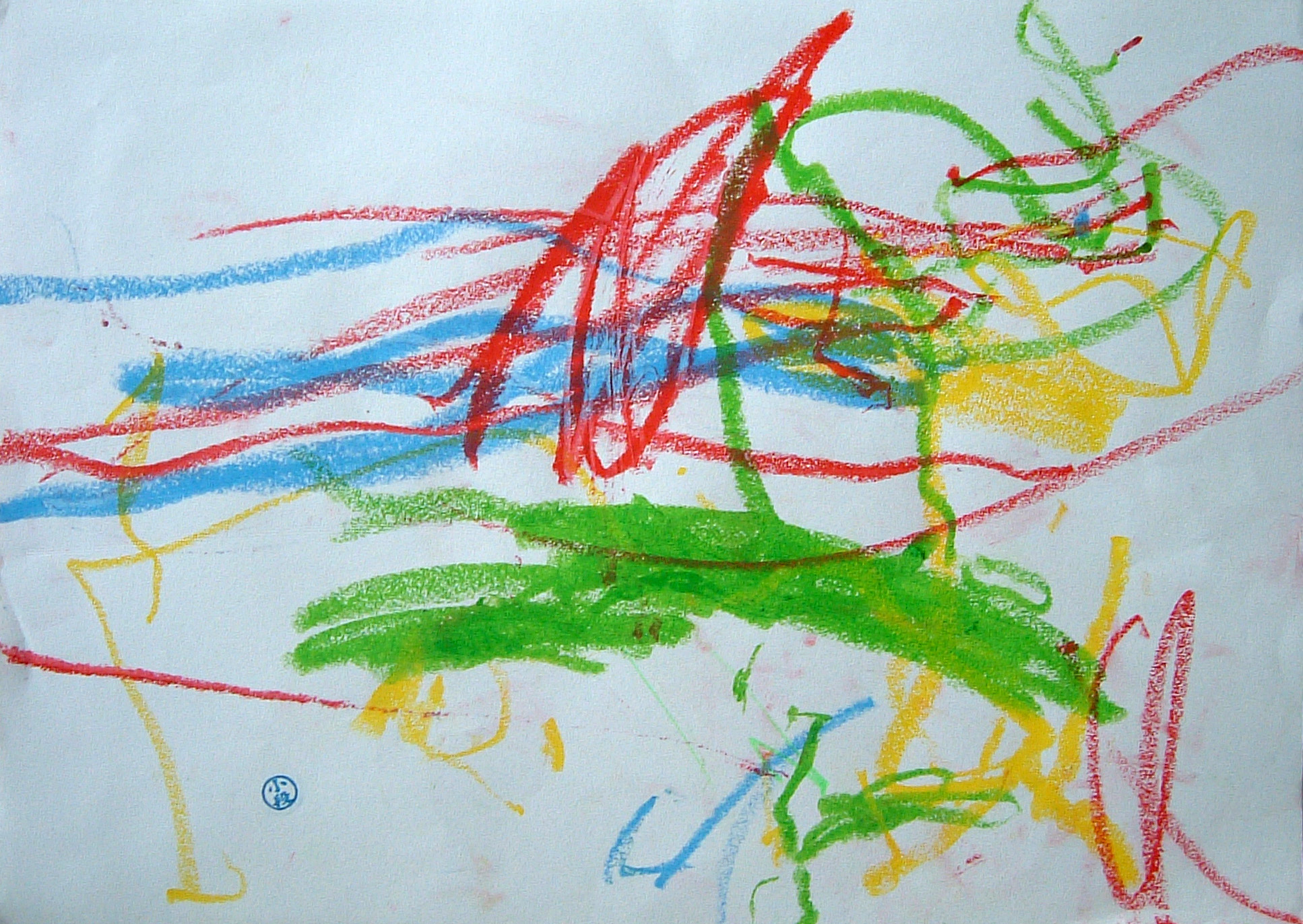
Gribouillage réalisé par un enfant de 22 mois (1 an et 10 mois).

L'enfant initie ses recherches graphiques par le gribouillage. Pionnier des recherches sur le sujet, le physiologiste William Thierry Preyer l'associe avant tout à un rythme biopsychique, où le plaisir gestuel précède l’attrait pour le rendu. Marthe Bernson distingue quant à elle le gribouillis en trois phase. Tout d'abord, vers 18 mois, un stade végétatif moteur, où le tracé, motivé par une simple excitation, forme volontiers des « tourbillons elliptiques ». Lors du stade représentatif, entre deux et trois ans, apparaissent les premières ébauches de formes isolées rendues possibles par la discontinuité du trait. Enfin, vers trois-quatre ans, le stade communicatif voit un effort marqué d'imitation des adultes et de
l'écriture. Le gribouillage évolue avec la maîtrise progressive de la gestuelle.

### Vers la symbolisation
La psychanalyste Geneviève Haag identifie trois principales formes de traces préfiguratives : le balayage bidimensionnel, le pointillage et les spirales . Les formes fermées apparaissent généralement plus tard. Elle associe ces formes primitives à des sensations visuelles associées au rythme biologique prénatal et postnatal.

### Réalisme
Le réalisme correspond à la prise en compte des détails et de leurs relations mutuelles. D'après Georges-Henri Luquet, le réalisme du dessin enfantin est d'abord intellectuel. Il s'efforce de rendre compte de tous les détails de l'objet représenté, même invisibles du point de vue choisi. Dans cette perspective, le passage au réalisme visuel marque la fin du dessin enfantin. Jean Piaget conclut de ce décalage un retard de la représentation sur la perception mais Henri Wallon l'impute plutôt aux capacités graphiques de l’enfant, la représentation de l’objet étant déjà présente au stade du réalisme intellectuel sous une forme stéréotypée.
La période du réalisme intellectuel voit la résolution de plusieurs problèmes graphiques. Vers 4-5 ans, l'intérêt pour la diversification des formes se prononce. L'enfant apprend à maîtriser les combinaisons d'obliques et d'orthogonales, à transposer l’objet figuré par rapport aux autres éléments du dessin. Le travail de la profondeur et de l’étagement des plans apparaît vers 6-7 ans.

## Esthétique

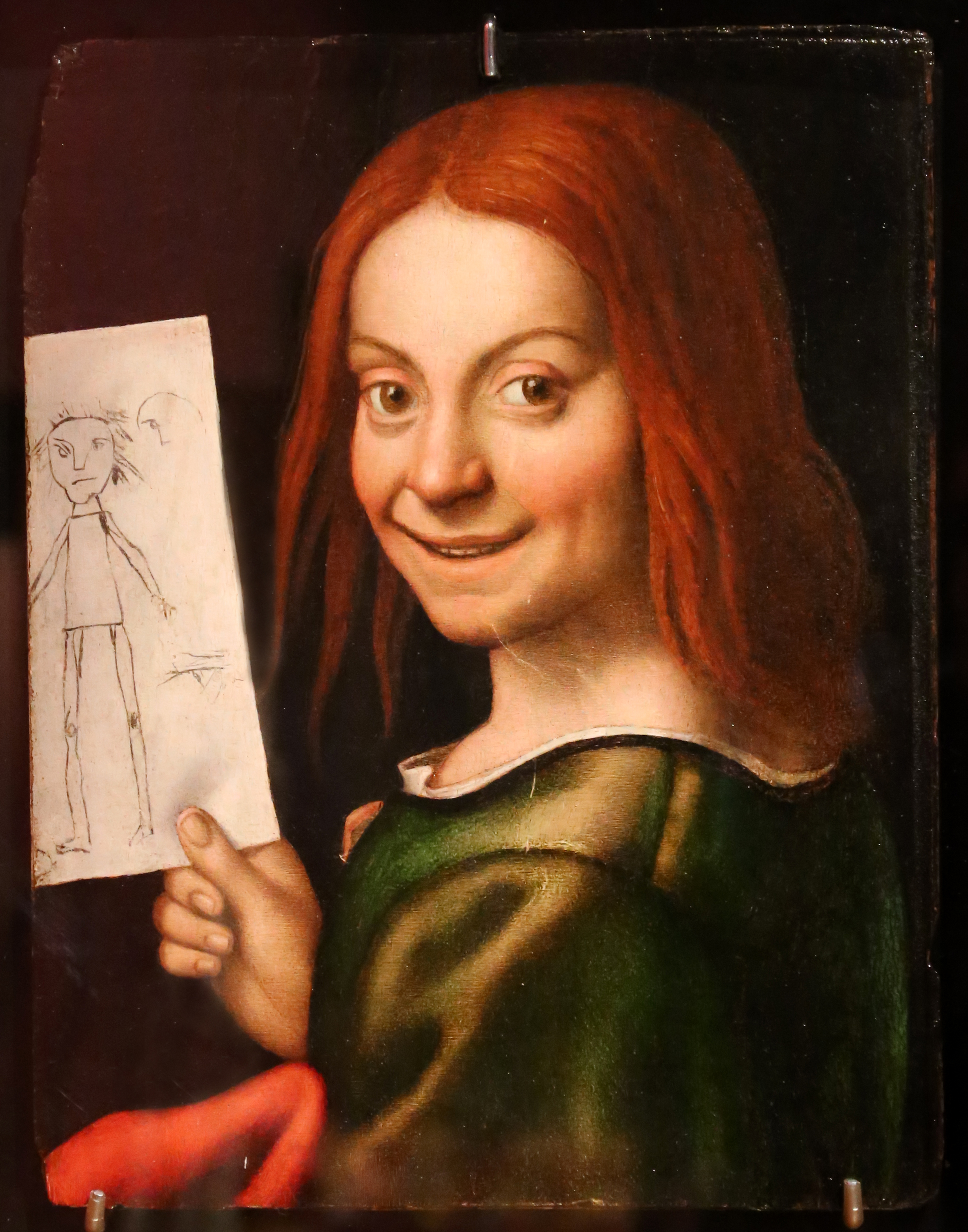
Portrait d'un enfant avec dessin. Tableau de Giovanni Francesco Caroto

L'appréhension négative des procédés enfantins conduit à les comparer à l'aune des œuvres adultes et à y déceler des lacunes plutôt qu'à les regarder pour elles-mêmes. L'enfant est certes influencé dès son plus jeune âge, ce qui contredit l'idée d'une spontanéité naturelle, mais son approche n'intègre que progressivement les préoccupations esthétisantes imposées par son environnement social.
L'idée que l'enfant éprouve dans le dessin le plaisir du geste sans nécessairement se préoccuper du devenir de son œuvre rejoint le discours de plusieurs artistes contemporains. Paul Klee est l'un de ceux qui s'en réclame le plus, déclarant en 1912 dans la revue suisse Die Alpen : « il se produit encore des commencements primitifs dans l'art tels qu'on en trouverait plutôt dans les collections ethnographiques ou simplement chez soi, dans la chambre d'enfant. Ne riez pas lecteur ! Les enfants ne sont pas moins doués et il y a a une sagesse à la source de leurs dons. Moins ils ont de savoir-faire et plus instructifs sont les exemples qu'ils nous offrent, et il convient de les préserver très tôt de toute corruption,. »
Arno Stern repère des constantes stylistiques dans le vocabulaire plastique de l'enfant, comme l'inclusion progressives d'images simples dans des constructions plus élaborées. Le bonhomme têtard, figurant un être humain sans torse, sert ainsi de figure résiduelle au soleil. Il est néanmoins délicat de déceler un langage dans le dessin d'enfant, l'intérêt pour le signe au détriment de la forme ou de la matière découlant de l’influence de l'adulte.
L'élaboration d'un espace graphique est un acte créatif et non pas une projection de la perception. La représentation spatiale est progressive, venant après le traçage de lignes, de formes et de figures. Les proportions répondent plus à des critères affectifs que métriques. Le rabattement et la transparence sont deux procédés figuratifs couramment employés. Dans La représentation de l'espace chez l'enfant, Jean Piaget et Bärbel Inhelder observent que les principes de la géométrie euclidienne sont inaccessibles jusqu'à 8-9 ans, les éléments étant organisés de manière topologiques, les formes étant comparables à des « structures déformables et élastiques ».

## Évaluation psychologique
Le dessin sollicite plusieurs ressorts de l'imaginaire et de la fantaisie créatrice, qui eux-mêmes se nourrissent de l’expérience du réel, à prendre en compte dans l’appréhension du dessin enfantin, lequel s'enracine aussi dans aussi dans des symboles, collectifs ou singuliers. Il exprime une subjectivité dans le rapport au réel, ainsi qu'une dimension esthétique, en lien avec le jugement des autres.
L'interprétation psychologique du dessin d'enfant repose sur le postulat, délicat, qu'il traduit une représentation mentale et les modèles internes de l'enfant, alors que, à partir d'un certain âge, le « langage graphique » repose sur des conventions et des signifiants schématiques (comme par exemple le rond rayonnant de traits, associé au Soleil).
Le dessin d'un bonhomme ne reflète donc, que dans une certaine mesure, l’élaboration du schéma corporel de l’enfant, car ce dernier s'appuie sur ses compétences graphiques, et ne se réfère pas nécessairement à son propre corps. Enfin, la taille, les couleurs ou la position du dessin dans la feuille n’expriment pas simplement les états émotionnels de l'enfant. Des affects positifs peuvent être corrélés au choix des couleurs préférés de l’enfant, mais aucune systématicité en la matière et la variation de la symbolique des couleurs invite à la prudence, car le dessin figuratif est sensible au contexte culturel et aux spécificités historiques.

### Le dessin libre
Effectué sans consignes ni modèles, il peut être support d'une analyse en trois temps : 1) décorticage des aspects formels, attentif à l'impression d'ensemble, 2) interprétation psychodynamique et 3) entretien avec l’enfant autour de sa réalisation. L'interprétation d'un dessin est souvent peut probante en elle-même ; elle doit corrélée à d'autres données issus de l'examen psychologique. Le dessin, en tant que moyen d'expression, est néanmoins susceptible de donner à lire des symptômes psychiques, comme le montrent les images de l’angoisse et de la dépression.
Sophie Morgenstern a produit une méthode de « confidences par dessins », à la suite de ses observations d'un enfant mutique qui représentait ses préoccupations et ses rêves par ce médium. Elle échangeait avec ses jeunes patients sur ses interprétations, tout en étant particulièrement attentive aux détails et aux expressions faciales représentés. Dans le même ordre d'idées, Françoise Dolto, autrice de Tout est langage, invite à déchiffrer le dessin d'enfant comme un « rébus symbolique ». Il manifeste selon elle l'inconscient d'un sujet dont le psychisme est encore plastique, en voie d'organisation. Il éclaire sur la relation de l'enfant au monde et à lui-même à un moment donné.

### Aptitudes cognitives
Le dessin est un outil d'évaluation des aptitudes cognitives de l’enfant. Il peut servir à analyser la flexibilité cognitive comme le montre le paradigme imaginé par Annette Karmiloff-Smith. Il consiste à demander à des enfants de dessiner des objets familiers tels qu'ils n'existent pas dans notre monde afin d'évaluer leur capacité d'innovation en matière de représentation. Vers 8-10 ans, les innovations ne se réduisent pas à l'adjonction ou la suppression d'une forme mais sollicitent d'autres catégories conceptuelles. Karmiloff-Smith interprète cette évolution comme une explicitation de connaissances implicites assurée par un processus de redescription des représentations.
Les tests d’expression figurée sont également un moyen d'évaluer le développement de la pensée divergente. Les tests de créativité de Torrance comprennent des exercices sur la composition et la finition du dessin ; ainsi que sur les lignes parallèles.
Le dessin d’un personnage est utile pour étudier la compréhension des émotions par l'enfant. Il présente l'intérêt d'être un outil d'expression non verbal et suppose une analyse des expressions faciales des émotions (par différence avec la photographie).
Une approche psychométrique a également été élaborée par Florence Goodenough (en) pour évaluer l'intelligence à partir du dessin. La psychologue a mis au point le test du bonhomme, qui repose sur une grille de 52 items. En 1963, Dale B. Harris approfondit la précision des libellés et apporte une analyse statistique au test. Néanmoins, le cadre conceptuel, qui juge un dessin à l’aune de l'exactitude de la représentation, apparaît obsolète. En 1977, Jacqueline Royer propose une grille d'analyse de la personnalité et non du niveau mental, sans se départir d'une approche avant tout quantitative.

## Thérapeutique
Le dessin offre à l'enfant un espace d'expression libre permettant de matérialiser des émotions et des angoisses de manière indirecte, sans être contraint par les limites du langage verbal. L'espace de jeu qu'il offre est susceptible de lever des blocages consécutifs à des traumatismes.  Il peut donner des indices sur l'intensité d'un trouble et la capacité de l’enfant à s'exprimer à ce sujet. Cependant, il ne constitue pas une preuve mais peut jouer un rôle dans le processus de résilience et d’élaboration psychique.
L'usage du dessin en thérapie par des enfants ayant connu la guerre montre son utilité comme vecteur d'expression et source de soulagement psychique. Le thérapeute se doit d'accueillir et de comprendre ces productions en se gardant d'une interprétation trop rigide ou symbolique par la co-construction du sens donné par l'enfant. Une approche clinique nuancée évite son instrumentalisation dans les cadres médico-légaux. Le Secours Rouge International a inauguré la méthode par induction, ou méthode des trois dessins, qui consiste à faire dessiner (ou écrire) la vie avant, pendant et après la guerre. Cette méthode a été répandue sur les terrains humanitaires.